# Мартин буроголовий
Мартин буроголовий (Chroicocephalus brunnicephalus) — вид мартинів з роду Chroicocephalus.

## Поширення
Ареалом гніздування буроголового мартина є гори південно-центральної Азії від Туркменістану на заході до південного заходу Ганьсу (Китай) на сході та Паміру і Тибету на півдні. Зимує на узбережжі Індії, на півночі Шрі-Ланки та в Південно-Східній Азії. Гніздиться на островах у великих холодних високогірних озерах різної солоності або на сусідніх болотах, часто відвідуючи узбережжя та річки поза періодом розмноження.

## Спосіб життя
Сезон розмноження починається в травні. Гніздиться колоніями від 50 пар до кількох тисяч. Він харчується рибою, креветками та субпродуктами під час зимівлі, а також має великий раціон, включаючи гризунів, сміттєві відходи, личинок, слимаків і дощових черв'яків під час сезону розмноження.